# Aguda (organización LGBT)
La Asociación gay, leśbica, bisexual y transgénero israelí (en hebreo: אגודת ההומואים, הלסביות, הביסקסואלים והטראנסקסואלים בישראל‎, Agudat HaHomoseksualim, HaLesbiyut, HaBiseksualim, VeHaTranseksualim BeYisrael, «La asociación de gais, lesbianas, bisexuales y transgénero en Israel»), habitualmente conocida como Aguda (en hebreo: האגודה‎, que significa «la asociación», es una ONG de Israel que trabaja a nivel de calle para avanzar los derechos de personas gais, lesbianas, bisexuales y transexuales (LGBT).
Fue fundada en 1975. El director es actualmente Mike Hamel. Posee oficinas en Tel Aviv, Beerseba, Kiryat Shemona y Eilat.

## Nombre de la organización
Los nombres oficiales en inglés son «The Israeli Gay, Lesbian, Bisexual and Transgender Association» y «The Aguda». El nombre también se traduce a veces al inglés en variaciones de «The Association of Gays, Lesbians, Bisexuals and Transgendered in Israel», que es una traducción más literal. Aguda a veces se escribe como «Agudah», dependiendo de como se translitera del hebreo. La organización se conoce habitualmente como la Aguda (en hebreo: האגודה‎). La «Aguda» significa «la asociación» y es un término común empleado para referirse a muchas organizaciones israelíes y judías. El nombre también se abrevia como «The Israeli GLBT Association» (en hebreo: אגודת הלהט"ב‎, «La asociación LGBT israelí»).
El nombre original de la asociación fue Society for the Protection of Personal Rights (en hebreo: האגודה לשמירת זכויות הפרט‎, en español «Sociedad para la protección de los derechos de las personas»). en 1988, tras la eliminación de las leyes contra la sodomía en Israel, se añadió «for Gays, Lesbians, and Bisexuals in Israel» («para gais, lesbianas y bisexuales en Israel»). En 1955 el nombre se modificó a «The Association of Gays, Lesbians, Bisexuals in Israel». El término «transgénero» se añadió en 1999.

## Historia
La asociación fue fundada en Tel Aviv en 1975 por un grupo de 11 hombres gais y una lesbiana. Su primera manifestación del orgullo fue en Plaza de los Reyes de Israel, en Tel Aviv.
La Aguda también tiene grupos de jóvenes para la juventud LGBT, entre ellos Hamon Aliza, que está dirigido a lesbianas, y Tzahal Bet, dirigido a aquellos entre 18 y 22 años.
Desde 2006, los ciudadanos israelíes que están exentos del servicio militar en las Fuerzas de Defensa de Israel, pueden realizar su prestación sustitutoria en Aguda, como una forma de servicio a la nación.